# ウブ
『ウブ』（[u:v]）は、新田祐克による日本のボーイズラブ漫画作品で、2006年3月29日に芳文社のコミックスより2巻同時発行されている。『花音』（芳文社）2004年1月号・2006年1月号に掲載された。

## 登場人物
鷹秋亮（たかあき りょう）
新川（しんかわ）
岩城（いわき）
石井（いしい）
尾崎知臣（おきぎ かずおみ）

## 初出一覧
- #1 （2004年花音1月号に掲載）
- #2 （2004年花音3月号に掲載）
- #3 （2004年花音7月号に掲載）
- #4 （2004年花音9月号に掲載）
- #5 （2004年花音11月号に掲載）
- #6 （2005年花音1月号に掲載）
- #7 （2005年花音3月号に掲載）
- #8 （2005年花音5月号に掲載）
- #9 （2005年花音7月号に掲載）
- #10 （2005年花音9月号に掲載）
- #11 （2005年花音11月号に掲載）
- FINAL （2006年花音1月号に加筆）
- あとがき （描き下ろし）

## 書誌情報
- 『ウブ1』（2006年4月13日第1刷発行、芳文社〈花音コミックス〉） ISBN 4-8322-8389-8
- 『ウブ2』（2006年4月13日第1刷発行、芳文社〈花音コミックス〉） ISBN 4-8322-8390-1